# Joaquín de Agüero
Joaquín d'Agüero i Agüero (Puerto Príncepe (actual Camagüey), Cuba, 15 de novembre, 1816 – Idem. 12 d'agost, 1851) va ser un independentista cubà. Protagonista del primer moviment anticolonialista coherent i endogen a Cuba.
El 1843 va alliberar tots els seus esclaus. El 1848 va fer un viatge a Canàries a fi de promoure la immigració blanca, que va considerar un dels mitjans més eficaços per preparar útils reformes a Cuba. El 1849 fou membre de la Junta revolucionària constituïda a Puerto Príncipe, que estava en relació amb el general López i altres cubans revolucionaris residents a Nova York.
Es va posar al capdavant d'una partida que es va aixecar en una hisenda del partit de Cascorro (Port Príncep) el 1851, proclamant la independència de Cuba. Derrotada aquesta partida a les Tunas i desfeta a San Carlos, Agüero va fugir amb un altre dels seus partidaris, disposat a embarcar-se per als Estats Units; però sorprès quan estava esperant el vaixell que els havia de conduir a Florida, fou sentenciat a mort en garrot vil amb quatre individus més de la seva partida; però no va poder executar-se la sentència perquè els amics dels presos van aconseguir emborratxar el botxí, posant-li amb el vi una gran dosi de verí, i faltant el botxí, se'ls va afusellar.
El quadre es va formar a la sabana del rierol Méndez, a Puerto Príncipe, el 12 d'agost de 1851.